# Huguette Dreikaus
Huguette Dreikaus, née Marie Oster, le 26 août 1949 à Dauendorf (Bas-Rhin), est une comédienne française.

## Biographie
Installée à Haguenau, Huguette Dreikaus est une forte personnalité de la scène culturelle alsacienne : d'abord professeur d'allemand, elle devient femme de lettres et de spectacle – notamment à la Choucrouterie dans le sillage de Roger Siffer –, chroniqueuse dans les Dernières Nouvelles d'Alsace et à la radio, déclinant son humour en français, en alsacien et en allemand. Elle a publié de nombreux ouvrages – dont chaque année un Alsamanach – et créé une dizaine de spectacles.
Gilles Pudlowski, qui lui rend hommage dans son Dictionnaire amoureux de l'Alsace, la décrit comme une « stakhanoviste de choc », une « satiriste au grand cœur, qui porte la robe sac couleur noire façon Zouc ». Il déplore cependant que son humour, « orienté Grand Est », s'exporte si mal dans la capitale.
Par ailleurs, elle enseigne, depuis 2018, la LCR (langue et culture régionale) au collège Jean-Jacques Waltz de Marckolsheim.

## Télévision
- 2008 : Bretzel Ancel

## Publications
- 1997 : Le Monde d'Huguette : petites leçons pour Alsaciens débutants
- 1998 : Dame de cœur
- 1999 : La passion selon Huguette : nouvelles leçons pour Alsaciens heureux
- 1999 : Huguette, capitale de Noël
- 2002 : Les Alsachiens (illustrations de Michel Charvet, préface de Tomi Ungerer)
- 2002 : L'éternel Alsacien (illustrations de Charles Barat)
- 2003 : Objectif zen : à chaque jour, son petit brin d'Huguette (illustrations de Marie-Anne Koegler et Michèle Schneider)
- 2004 : Maigrir en Alsace (en collaboration avec Michel Charvet)
- 2004 : Salaisons d'Alsace : quand la charcuterie rit ! (en collaboration avec Michel Charvet)
- 2007 : Vive l'hiver ! (poèmes, illustrations de Georges Ratkoff))
- 2009 : Petit traité d'anthropophagie politique (illustrations de Yann Wehrling)
- 2012 : Marie-Rose (en collaboration avec Jack Meyer)
- 2012 : Häschen Petit lapin
- 2024 : Nous sommes plusieurs dans ma peau